# Лајтнин Хопкинс
Сем Џон Хопкинс (енгл. Sam John Hopkins 15. март 1912. - 30. јануар 1982.), познатији као Лајтнин Хопкинс (енгл. Lightnin' Hopkins), био је амерички кантри блуз певач, текстописац, гитариста, и повремено пијаниста, из Хјустона, Тексас. Ролинг стоун часопис је поставио Хопкинса на 71. место на њиховој листи "100 највећих гитариста свих времена".
Музиколог Роберт "Мек" Макормик је изнео мишљење да је Хопкинс "је отелотворење џез-и-поезија духа, представљајући свој древни облик у једном ствараоцу чије су речи и музика један чин".